# ماتياس هايدن
ماتياس هايدن (بالألمانية: Matthias Haydn)‏ هو ملحن نمساوي، ولد في 31 يناير 1699 في Hainburg, Germany ‏ في ألمانيا، وتوفي في 12 سبتمبر 1763.